# Bradley Trevor Greive
Bradley Trevor Greive, född 22 februari 1970 i Tasmanien i Australien, är en författare uppväxt i Storbritannien, Singapore och Hongkong. I dag är han bosatt i Australien. Han har skrivit en bokserie som ser satiriskt på livet med bilder på djur.
Innan han blev författare hade han arbetat som fallskärmsjägare, manusförfattare, serietecknare, möbel- och leksaksdesigner. Han har även jobbat med animerad film. Hans böcker har getts ut i över 100 länder och sålt över 12 miljoner exemplar.

## Böcker
Följande böcker av Bradley Trevor Greive har utgivits på svenska:
- En deppig dag, 2002
- Kära mamma, 2003
- Meningen med livet, 2004
- En stressig dag, 2005
- Vänner för livet, 2006
- Imorgon, 2007